# Doryscelis
Doryscelis är ett släkte av skalbaggar. Doryscelis ingår i familjen Cetoniidae.
Kladogram enligt Catalogue of Life:
| Doryscelis | \| \| Doryscelis annaemariae \| \| \| \| \| \| Doryscelis calcarata \| \| \| \| \| \| Doryscelis humbloti \| \| \| \| |
|            | \| \| Doryscelis annaemariae \| \| \| \| \| \| Doryscelis calcarata \| \| \| \| \| \| Doryscelis humbloti \| \| \| \| |
|            | Doryscelis annaemariae                                                                                                |
|            | |
|            | Doryscelis calcarata                                                                                                  |
|            | |
|            | Doryscelis humbloti                                                                                                   |
|            | |

## Bildgalleri

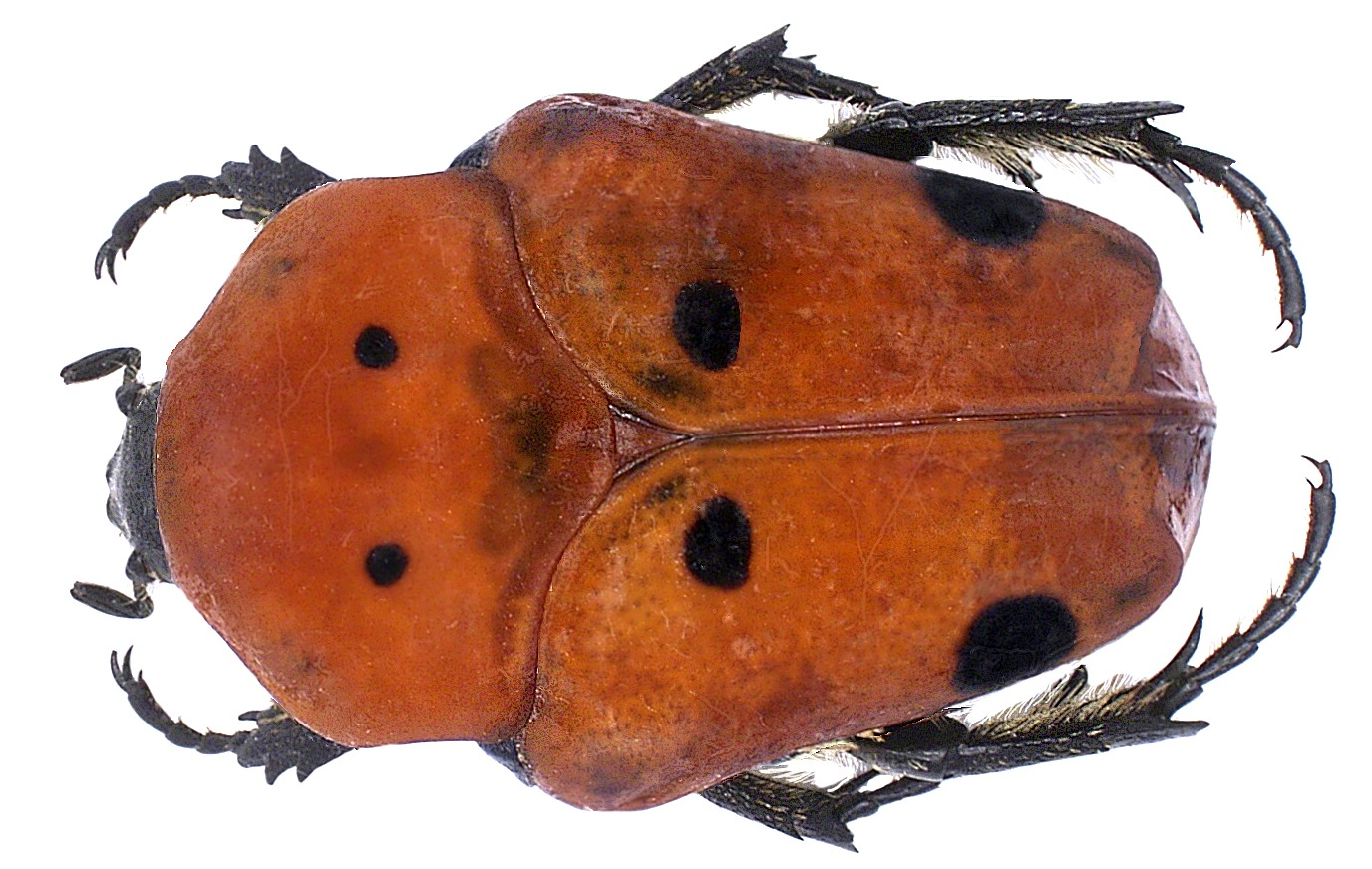